# Lemmy
Lemmy (eredeti nevén Ian Fraser Kilmister) (Stoke-on-Trent, 1945. december 24. – Los Angeles, 2015. december 28.) angol énekes, basszusgitáros, dalszerző, Grammy-díjas előadó, a rockzene egyik kultikus alakja volt, aki a Motörhead együttes alapító frontembereként vált ismertté.
Zenekarával 1975 óta készített lemezeket és koncertezett folyamatosan haláláig. Legnagyobb sikereit az 1980-as évek kezdetén érte el a No Sleep ’til Hammersmith és az Ace of Spades lemezekkel, melyek Angliában az eladási listák csúcsát ostromolták. 1990-ben Angliából Los Angelesbe költözött és ott élt élete végéig. 2006-ban Damage Case címmel duplalemezes antológia jelent meg Lemmy 40 éves pályafutását bemutatandó, kezdve a Rockin’ Vickerstől a Hawkwinden át egészen a Motörheadig és a különböző időszakos projektekig. 2010 márciusában mutatták be a Lemmy című dokumentumfilmet, ami aztán 2011 januárjában DVD-n is megjelent. A három éven át forgatott filmben Lemmy karrierjének bemutatása mellett számos rockzenésszel készült interjú is látható, többek között Dave Grohl, Slash, Ozzy Osbourne, James Hetfield, Lars Ulrich és Alice Cooper beszélnek Lemmyről.

## Pályafutása
Lemmy Angliában, Stoke-on-Trentben született. Szülei hároméves korában elváltak, ezután anyjával és nagyanyjával elköltöztek. 10 éves korában édesanyja újraházasodott egy korábbi focistával, George Willisszel, akinek előző házasságából két idősebb gyereke volt, akikkel Lemmy nem jött ki jól.
A család ezután Walesbe, Anglesey-be költözött egy farmra, ahol nehezen élte meg, hogy 700 walesi között ő volt az egyetlen angol gyerek. A Lemmy becenév iskolás korából származik a „lemmy lend me – vagyis "adj kölcsön" – a quid ’til Friday” angol kifejezésből, mivel gyakran kért kölcsön hogy nyerőgépeken játsszon. 15 éves korában otthagyta az iskolát és dolgozni kezdett egy gyárban és egy lovasiskolában. 16 éves korában költözött el otthonról Manchesterbe, ahol különböző zenekarokban gitározott.
A 60-as években Londonban egy ideig együtt lakott Noel Reddinggel, a The Jimi Hendrix Experience basszusgitárosával és Neville Chestersszel a zenekar menedzserével. Tőlük kapott munkát, ő lett a zenekar egyik roadie-ja.
Közben játszott több kisebb zenekarban is. 1972-ben csatlakozott a Hawkwind zenekarhoz, ahol ő lett a basszusgitáros és az énekes. Korábban nem játszott ezen a hangszeren, így stílusát nagyban meghatározták a ritmusgitárosként szerzett tapasztalatai. 1975-ben a zenekar megvált tőle, miután a kanadai–amerikai határon letartóztatták Lemmyt kokain birtoklása miatt. Ezután alapította meg a Bastards elnevezésű rockegyüttest Larry Wallis gitárossal és Lucas Fox dobossal. Nem sokkal később átnevezték a zenekarukat Motörheadre. Legnagyobb sikereit az 1980-as években érte el a No Sleep ’til Hammersmith és az Ace of Spades lemezekkel. Az együttes a megalakulás után 1995-ig több tagcserén átesett, míg 1995–2015 között állandósult a Lemmy – Phil Campbell – Mikkey Dee-felállás. 2000-től a Motörhead mellett a rockabillyt játszó The Head Cat zenekarban is játszott.
A 60-as, 70-es években LSD-, később amfetaminfogyasztó volt. A Live Fast Die Old című dokumentumfilmben elhangzott, hogy 30 éves kora óta minden nap megivott egy üveg Jack Daniel’st. A drogfogyasztást a 90-es években abbahagyta, majd 2013-ban egészségi problémái miatt leszokott a whiskyfogyasztásról, ekkor vett vissza jelentősen a dohányzásból is.
2000-ben cukorbetegséget diagnosztizáltak nála, 2013-ban egészségi problémai miatt félbeszakadt egy koncertjük, ezután néhány fellépésüket le kellett mondaniuk, majd márciusban szívproblémái miatt cardioverter-defibrillátort ültettek a mellkasába.
Sosem nősült meg, élete szerelmének Susann Bennettet említi, aki 19 éves korában herointúladagolásban hunyt el. Két másik kapcsolatából két fia született.
Lemmy 2015. december 28-án elhunyt, a rák egy igen agresszív fajtája támadta meg, amiről csak két nappal korábban szerzett tudomást.
Temetésén beszédet mondott Slash a Guns N' Roses gitárosa, Lars Ulrich és Robert Trujillo a Metallicából, Dave Grohl a Foo Fightersből, és fia Paul Inder.
Nyughelye a Los Angeles-i Forest Lawn Memorial Parkban található.

## Albumok
Lemmy
- 2006 – Damage Case (The Anthology, 1966-2005)

Motörhead
Hawkwind
- 1972 – Doremi Fasol Latido
- 1974 – Hall of the Mountain Grill
- 1975 – Warrior on the Edge of Time

Robert Calvert Band
- 1974 – Captain Lockheed and the Starfighters

Sam Gopal Band
- 1969 – Escalator